# Docetaxel
Docetaxel es un medicamento clínico bien establecido antimitótico quimioterapéutico que funciona interfiriendo en la multiplicación de células. Docetaxel es aprobado por la FDA para el tratamiento del cáncer localmente avanzado o metastásico de mama, cáncer de cabeza y cuello, cáncer gástrico, cáncer de próstata refractario a las hormonas y el cáncer de pulmón no de células pequeñas. El docetaxel puede ser utilizado como un agente único o en combinación con otros fármacos quimioterapéuticos como se indica dependiendo del tipo de cáncer específico y la etapa.